# Amans-Adrien Périer
Amans Adrien Périer est un homme politique français né le 15 janvier 1851 à Saint-Cyprien (Aveyron) et décédé le 17 mars 1920 à Champagné-les-Marais (Vendée).

## Biographie
Médecin, maire de Champagné-les-Marais, conseiller général, il est député de la Vendée de 1910 à 1919, siégeant au groupe radical-socialiste.

## Source
- « Amans-Adrien Périer », dans le Dictionnaire des parlementaires français (1889-1940), sous la direction de Jean Jolly, PUF, 1960 [détail de l’édition]